# Ambacourt
Ambacourt é uma comuna francesa na região administrativa de Grande Leste, no departamento de Vosges. Estende-se por uma área de 6,76 km². Em 2010 a comuna tinha 298 habitantes (densidade: 44,1 hab./km²).